# Duttaphrynus chandai
Duttaphrynus chandai es una especie de anfibio anuro de la familia Bufonidae.

## Distribución geográfica
Esta especie es endémica de Nagaland en India. Conocido en una pequeña área del suroeste de Nagaland, cerca de la frontera con Manipur, India, desde Khonoma, Dzuleke y Thekhekhwei Hill, entre los 1568 y 1787 m sobre el nivel del mar.

## Publicación original
- Das, Chetia, Dutta & Sengupta, 2013: A new species of Duttaphrynus (Anura : Bufonidae) from Northeast India. Zootaxa, n.º 3646 (4), p. 336–348.[2]